# Fan film
Fan film são produções independentes relacionadas a uma obra existente (não necessariamente outro filme), criado por fãs. Um exemplo são os vídeos sobre Star Wars, com diversos projetos finalizados e em andamento.
Um fã film pode ser considerado como uma mídia que está ganhando mais espaço com a internet e uma forma de artistas se expressarem e criarem filmes pelo fato de gostarem e não por fins lucrativos.
Alguns são feitos como projetos escolares, fã trailers, etc. Variam na qualidade podendo ser desde um curta metragem até um longa metragem como em alguns fã films de Star Wars.
Em geral um fã film não recebe autorização dos produtores, mas em casos notáveis pode ser reconhecido.
Um fã fim chamado de "Star Wreck: In the Pirkinning" unindo Star Trek e Battlestar Galactica teve mais 4 milhões de download chegando a ser um dos fã films mais vistos.

## História
Anderson 'Our Gang é considerado o primeiro fan film da história, que foi produzido em 1926 por um par de cineastas itinerantes. Filmado em Anderson, Carolina do Sul, o curta é baseado na série de filmes  Our Gang ; a única cópia conhecida reside na Newsfilm Library da University of South Carolina. Vários cineastas amadores criaram seus próprios filmes de fãs durante as décadas seguintes, incluindo um adolescente Hugh Hefner, mas a tecnologia necessária para fazer filmes de fãs foi um fator limitante até há relativamente pouco tempo. Na década de 1960, o estudante de cinema da UCLA [[[Donald F. Glut|Don Glut]] filmou uma série de "filmes underground" curtos e em preto e branco, baseados em personagens de aventura e histórias em quadrinhos dos seriados cinematográficos dos anos 40 e 50. Na mesma época, o artista Andy Warhol produziu um filme chamado "Batman Drácula", que poderia ser descrito como um filme de fã. Mas foi somente na década de 1970 que a popularização da convenção de ficção científica permitiu que os fãs mostrassem seus filmes para a comunidade de fãs mais ampla.
A tecnologia requerida para criar um fã film era um fator limitante até pouco tempo. Em 1960 um estudante americano de cinema criou uma série de curtas em preto e branco baseado em filmes de terror conhecidos, e também  outros filmes se baseando em heróis da época de 1940 até 1950. Na mesma época o artista Andy Warhol produziu um filme chamado "Batman VS Drácula". Somente nos anos 70, com a popularização das feiras de ficção, os fãs puderam divulgar seus filmes para o mundo.
Na época os filmes eram exibidos em feiras de ficção científicas, com o tempo começaram a ser exibidos e vendidos em VHS depois em VCD. Atualmente podem ser encontrados em DVD, na internet e em alguns programas de televisão, como o playzone da rede21.
O cineasta Sandy Collora ganhou muita notoriedade no início dos anos 2000 para uma série de filmes de fãs que ele produziu com os heróis Batman e Superman. Batman: Dead End estreou no Comic-Con de San Diego, enquanto  World's Finest foi impedido de aparecer em 2004 devido a alegações de direitos autorais da Warner Bros.
Mas o que deu uma grande ascensão ao gênero foi a internet, com a fácil divulgação e o fato de poder abranger o mundo, excelentes profissionais foram descobertos em diversos fã films, conseguindo uma sonhada vaga em uma produtora de sucesso; a internet é uma grande auxiliadora, divulgadora com diversas produções inéditas sendo divulgadas constantemente. Alguns sites dedicados aos fã films como "Theforce.net" que disponibiliza vários filmes de Guerra nas Estrelas e ainda têm o "BatmanFanFilms" especializado em batman e vários sites especializados em vídeos como Commanderbond.net, MI6.co.uk, Youtube, google video, metacafe entre outros.

### Histórias dos fan filmes japoneses
Enquanto os animes e tokusatsus cresciam no Japão e no mundo nos anos 80, um grupo chamado de Daicon (agora chamado Gainax) foi criado por Hideaki Anno, por Yoshiyuki Sadamoto, por Takami Akai e por Shinji Higuchi; Esse grupo produziu uma séries de tokusatsus que parodiavam filmes de monstros e super heróis conhecidos. Estas produções incluem o herói rápido Noutenki (1982), o Esquadrão Patriótico Dai-Nippon (1983), Retorno do Ultraman (1983), A Serpente Gigante (1985).
O comediante Shinpei Hayashiya produziu séries de fã filmes que incluem "Godzilla Vs. Seadora" e "Gamera 4: Truth" (2004).
E nesse novo século estão nascendo novas produções que parodiam tokuasatsus, principalmente super sentais.